# تتارية القرم

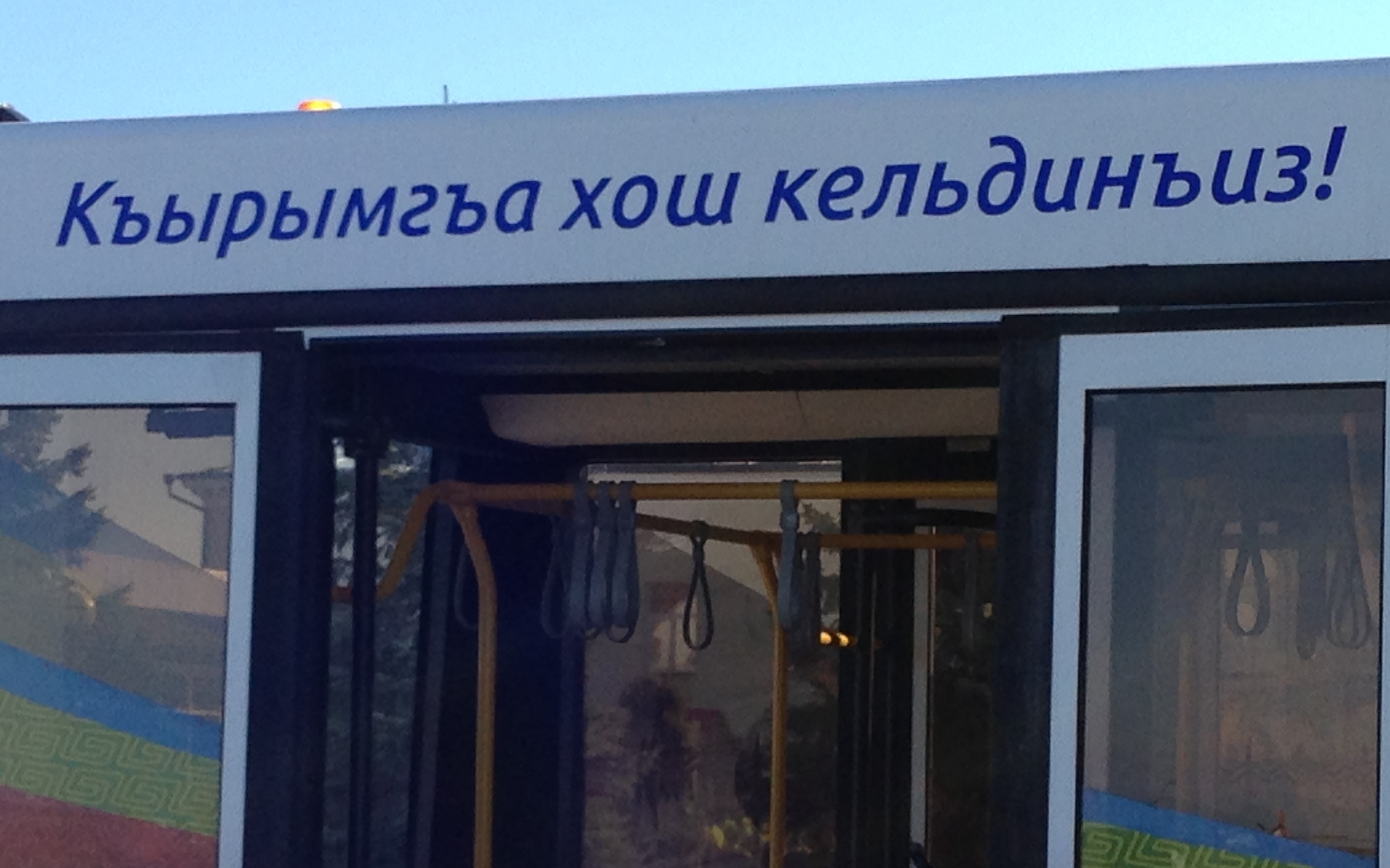
لغة تتار القرم كتب فيها "مرحبا بك في القرم"

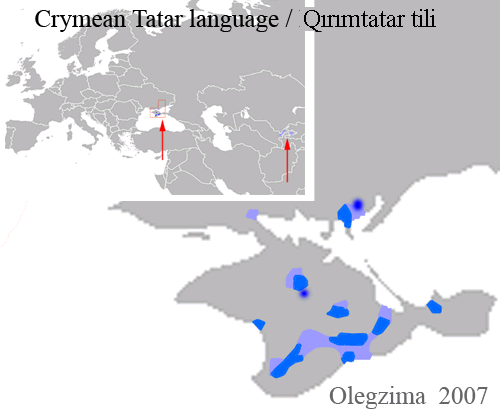
خريطة تكشف قوم يتحدثون بلغة تتار القرم باللون الأزرق.

لغة تتار القرم (التتارية القرمية: Къырымтатарджа, Къырымтатар тили)، هي لغة محلية يتكلم بها القوم يبلغ عدد ناطقيها نحو 400 ألف نسمة، ويتمركزون في أوكرانيا ورومانيا.

## التاريخ
بدأت فترة تشكيل لهجات القرم التتار المنطوقة مع الغزوات التركية الأولى لشبه جزيرة القرم من قبل الكومان والبجناك وانتهت خلال فترة خانات القرم. ومع ذلك، كانت اللغات الرسمية المكتوبة لـخانية القرم هي الجغتائية والتركية العثمانية.بعد الأسلمة، كتب تتار القرم بـخط عربي.
في عام 1876م، تم تحويل لهجات تتار القرم التركية المختلفة إلى لغة مكتوبة موحدة بواسطة إسماعيل غسبرينسكي. تم تفضيل لهجة «أُوغوز» من «ياليبويلوس»، من أجل عدم قطع الصلة بين القرم وأتراك الإمبراطورية العثمانية.في عام 1928، تم إعادة توجيه اللغة إلى اللهجة الوسطى التي يتحدث بها غالبية الناس.
في عام 1928م، تم استبدال الأبجدية بـالأبجدية التركية الموحدة بناءً على النص اللاتيني. تم استبدال الأبجدية التركية الموحدة، في عام 1938م، بـأبجدية سيريلية، وخلال التسعينيات والعقد الأول من القرن الحادي والعشرين، شجعت حكومة جمهورية القرم، ذات الحكم الذاتي، في ظل أوكرانيا، على استبدال النص بنسخة لاتينية مرة أخرى، لكن السيريلية لا تزال مستخدمة على نطاق واسع (بشكل رئيسي في الأدبيات المنشورة والصحف والتعليم).أبجدية تتار القرم الحالية، قائمة على أساس لاتيني، وهي نفسها الأبجدية التركية، مع حرفين إضافيين: Ñ ñ و Q q. تُجرى حالياً، جميع الاتصالات الرسمية والتعليم في جمهورية القرم، حصريًا بالأبجدية السيريلية.
تُعد لغة تتار القرم هي اللغة الأم للشاعر بكير جوبان زاده.
في عام 2016م، تم لفت الانتباه الدولى إلى لغة تتار القرم، من خلال فوز المغنية الأوكرانية جامالا في مسابقة الأغنية الأوروبية في ذلك العام، بأغنية "1944" التي تضمنت كورساً كاملاً من تتار القرم.